# 18e corps d'armée (France)
Pour les articles homonymes, voir 18e corps d'armée.
Pour le corps français de 1870, voir 18e corps d'armée (1870-1871).
Le 18e Corps d'Armée est un corps de l'armée française.
Il est créé en 1873 et regroupe les unités de la 18e région militaire. À la mobilisation de 1914, il est rattaché à la IIe armée. Il est de nouveau mobilisé en 1939.

## Les chefs du18ecorpsd'armée
- 28 septembre 1873 : Général d'Aurelle de Paladines
- 28 janvier 1874 - 23 novembre 1877 : Général de Rochebouët
- 14 décembre 1877 : Général de Rochebouët
- 16 mars 1878 : Général Berthaut
- 20 mars 1879 : Général Dumont
- 15 février 1885 : Général Cornat
- 28 février 1889 : Général Ferron
- 28 septembre 1893 - 3 décembre 1893 : Général Mercier
- 26 décembre 1893 : Général Larchay
- 9 février 1895 - 22 septembre 1899 : Général Varaigne
- 7 octobre 1899 : Général Grasset
- 14 février 1902 - 27 janvier 1904 : Général Poulleau
- 29 janvier 1904 : Général Lelorrain
- 7 août 1906 : Général Oudard
- 21 octobre 1912 : Général de Mas-Latrie
- 4 septembre 1914 : Général de Maud'Huy
- 30 septembre 1914 : Général Marjoulet
- 20 juin 1916 : Général Hirschauer
- 28 août 1917 - 25 novembre 1920 : Général d'Armau de Pouydraguin
- 1er décembre 1920 - 26 novembre 1921 : Général Graziani
- 2 septembre 1939 :  Général Rochard
- 21 mai 1940 - 23 juin 1940 : Général Doyen
- 25 juin 1940 - 1er juillet 1940 : Général Viant

## Première Guerre mondiale

### Composition à la mobilisation de 1914
35e division d'infanterie
- 69e brigade :

6e régiment d'infanterie
123e régiment d'infanterie
- 70e brigade :

57e régiment d'infanterie
144e régiment d'infanterie
- Cavalerie : 10e régiment de hussards (1 escadron)
- Artillerie : 24e régiment d'artillerie de campagne (3 groupes de 75)
- Génie : 2e régiment du génie (compagnie 18/1)

36e division d'infanterie
- 71e brigade :

34e régiment d'infanterie
49e régiment d'infanterie
- 72e brigade :

12e régiment d'infanterie
18e régiment d'infanterie
- Cavalerie : 10e régiment de hussards (1 escadron)
- Artillerie : 14e régiment d'artillerie de campagne (3 groupes de 75)
- Génie : 2e régiment du génie (compagnie 18/2)

38e division d'infanterie
- 75e brigade :

1er régiment de zouaves (3 bataillons)
1er régiment de tirailleurs (3 bataillons)
- 76e brigade :

4e régiment de zouaves (4 bataillons)
4e régiment de tirailleurs (2 bataillons)
8e régiment de tirailleurs (2 bataillons)
- Cavalerie : 5e régiment de chasseurs d'Afrique (4 escadrons)
- Artillerie : 32e régiment d'artillerie de campagne (3 groupe)
- Génie : 3e régiment du génie, 19e bataillon (compagnies 19/2 et 1/25)

EOCA
- Régiments d'infanterie (rattachés au 18e CA) :

218e régiment d'infanterie
249e régiment d'infanterie
- Cavalerie (rattachée au 18e CA) :

10e régiment de hussards
- Artillerie (rattachée au 18e CA) :

58e régiment d'artillerie de campagne (4 groupes)
- Génie (rattaché au 18e CA) :

2e régiment du génie (compagnies 18/3, 18/4, 18/16, 18/21)
- Autres (rattaché au 18e CA) :

18e escadron du train des équipages militaires
18e section de secrétaires d'état-major et du recrutement
18e section d'infirmiers militaires
18e section de commis et ouvriers militaires d'administration

### Historique

#### 1914 - 1915
- 5 - 9 août : transport dans la région de Coussey.
- 9 - 20 août : stationnement dans la région sud puis dans la région nord de Toul. À partir du 18 août, transport par V.F. dans la région de Solre-le-Château.
- 20 - 24 août : mouvement par Beaumont vers la Sambre, jusque sur le front Gozée, Thuin, Fontaine-Valmont. Engagé dans la bataille de Charleroi.

23 août : combat vers Gozée, Biesme-sous-Thuin, Lobbes et Fontaine-Valmont.
- 24 août - 6 septembre : repli par Sémeries, Étrœungt et Sains-Richaumont, jusque dans la région sud-est de Ribemont. Engagé dans la bataille de Guise. Combat dans la région de Ribemont et vers Villers-le-Sec. À partir du 30 août, continuation du repli par Couvron-et-Aumencourt, Courmons et Tréfols jusque dans la région nord de Provins.
- 6 - 14 septembre : engagé dans la bataille de la Marne, du 6 au 10 septembre bataille des Deux Morins. Combat vers Rupéreux, Montceaux-lès-Provins et Sancy-lès-Provins. Avance vers Château-Thierry. Le 8 septembre, combat de Marchais-en-Brie. À partir du 10 septembre, poursuite par Villers-sur-Fère et Magneux, jusqu'au nord de l'Aisne, sur le front La Ville-aux-Bois, Craonne, ferme Hurtebise, est de Cerny-en-Laonnois (en liaison avec l'armée britannique).
- 14 septembre 1914 - 24 avril 1916 : engagé dans la première bataille de l'Aisne. Violents combats vers La Ville-aux-Bois, Corbeny, Craonne, Craonnelle et sur le plateau de Vauclerc, vers la ferme Hurtebise. Stabilisation du front et occupation d'un secteur entre le bois de Beau Marais (inclus) et la route Passy - Ailles.

26 septembre : attaques allemandes vers le bois de Beau Marais, Craonnelle et la ferme Hurtebise.
12 - 14 octobre : attaques françaises vers le moulin de Vauclerc et les fermes Hurtebise et de la Creute.
15 octobre : réduction du front à droite jusqu'à l'ouest du bois de Beau Marais.
17 octobre : extension du secteur à gauche, jusqu'à l'écluse de Moussy-sur-Aisne.
26 octobre : attaque allemande.
2 - 7 novembre : combats vers la ferme du Metz.
8 décembre : nouvelle extension du secteur à gauche jusqu'au confluent de l'Aisne et de la Vesle (guerre des mines).
24 décembre : combat vers Chivy.
16 janvier 1915 : attaque allemande vers Troyon.
25 janvier : violentes attaques allemandes vers la ferme de la Creute et sur le bois Foulon ; contre-attaques françaises.
Du 14 septembre au 11 octobre : extension du front à droite jusqu'à la ferme du Temple.
12 avril 1916 : réduction du secteur à gauche jusqu'à Soupir.

#### 1916
- 24 - 27 avril : retrait du front ; repos dans la région de Dormans.
- 27 avril - 16 mai : transport par V.F. dans la région de Givry-en-Argonne ; repos.
- 16 mai - 9 juin : mouvement vers Triaucourt. Stationnement dans cette région, jusqu'au 26 mai, puis à partir de cette date, à Ligny-en-Barrois.
- 9 juin - 2 octobre : mouvement vers Sainte-Menehould ; repos. À partir du 24 juin, occupation d'un secteur dans la région du Four de Paris, l'Aisne.

25 juillet : front étendu à gauche vers la Main de Massiges.
8 septembre : nouvelle et légère extension à gauche.
- 2 octobre - 27 novembre : retrait du front, transport au camp de Mailly ; instruction.
- 27 novembre - 22 décembre : mouvement par étapes vers la région de Méru.
- 22 décembre 1916 - 13 février 1917 : mouvement vers le nord et à partir du 28 décembre, occupation d'un secteur vers le sud-ouest de Génermont, Belloy-en-Santerre (exclu).

9 puis 16 janvier 1917 : extensions successives du secteur à gauche jusqu'à Cléry-sur-Somme.
1er - 13 février : relève progressive par l'armée britannique.

#### 1917
- 13 février - 3 avril : retrait du front ; mouvement vers Breteuil, puis instruction au camp de Crèvecœur. À partir du 25 mars, mouvement vers Lizy-sur-Ourcq et Mareuil-sur-Ourcq.
- 3 - 21 avril : mouvement vers Château-Thierry et Fismes. Le 15 avril, mouvement vers la Vesle en vue de l'exploitation de l'offensive. Le 16 avril, éléments engagé dans la bataille du Chemin des Dames.
- 21 avril - 16 juin : occupation d'un secteur vers Craonne et la ferme Hurtebise.

4, 5 et 22 mai : avance sur les plateaux de Vauclerc et de Californie.
26 mai : réduction du secteur à droite jusque vers le plateau de Californie.
3 juin : violente attaque allemande.
- 16 juin - 18 juillet : retrait du front, mouvement vers Montmirail, puis transport par V.F. vers Vesoul ; repos et instruction au camp de Villersexel.
- 8 juillet - 13 septembre : mouvement par étapes vers la région Belfort, Montreux-Vieux. À partir du 15 juillet, occupation d'un secteur de la frontière suisse à la région de Leimbach.

20 juillet : front réduit à droite jusque vers Fulleren.
- 13 septembre - 11 octobre : retrait du front ; repos vers Belfort. À partir du 2 octobre, transport par V.F. vers Châlons-sur-Marne, puis mouvement vers Saint-Hilaire-au-Temple et Saint-Remy-sur-Bussy.
- 11 octobre 1917 - 8 mars 1918 : occupation d'un secteur vers les Mamelles, Auberive-sur-Suippe.

12 octobre : attaque locale allemande.
5 novembre : secteur réduit à gauche jusqu'à l'Épine de Vedegrange.
13 février 1918 : attaque allemande sur la Galoche.

#### 1918
- 8 - 25 mars : retrait du front ; mouvement vers Châlons-sur-Marne, puis vers Arcis-sur-Aube. À partir du 15 mars, instruction dans les régions de Chavanges et de Vertus.
- 25 mars - 30 mai : transport par V.F. vers Monchy-Humières. Le 1er avril, engagé dans la seconde bataille de Picardie vers Cuvilly. Combat dans les bois de Mareuil et d'Épinette. Puis occupation et organisation d'un secteur entre Berlière et Rollot.
- 30 mai au 11 juin : retrait du front et mouvement vers Venette. À partir du 31 mai, engagé dans la troisième bataille de l'Aisne, entre l'Oise et la région de Nampcel. Combat vers le mont de Choisy, résistance sur le front pont de la Motte, Pimprez.
- 11 juin - 30 août : à la suite de la bataille du Matz, le front est ramené sur la ligne Bailly, Tracy-le-Val, abords est de la ferme Quennevières. Défense de ce front et travaux d'organisation de positions au nord de Lacroix-Saint-Ouen.

Du 15 juillet au 1er août : extension du front à droite jusque vers Autrêches.
À partir du 18 août, engagé dans la deuxième bataille de Noyon, combat sur l'axe Carlepont, Pontoise-lès-Noyon.
- 30 août - 24 septembre : engagé dans la poussée vers la position Hindenburg. Progression dans la vallée de l'Oise ; combats de Babœuf, de Quierzy, de Pont-à-la-Fosse. Puis organisation d'un secteur vers Barisis-aux-Bois et la région est de Tergnier.
- 24 septembre - 16 octobre : retrait du front ; mouvement vers la région de Pierrefonds. À partir du 28 septembre, occupation d'un secteur dans la région de Laffaux. Engagé aussitôt dans les opérations de liaison entre la bataille de Champagne et d'Argonne et la bataille de Saint-Quentin. Progression au nord-est de Laffaux.

13 octobre : occupation de Laon, puis de Barenton-Cel.
- 16 octobre - 5 novembre : préparatifs d'offensive, puis engagé dans la bataille de la Serre. Combat de Verneuil-sur-Serre et de la ferme de la Tour.

25 octobre : combat sur la Souche, vers la ferme de Brazicourt ; attaque sur la ferme Caumont et sur Toulis. Stabilisation du front et préparatifs d'offensive.
- 5 - 10 novembre : franchissement de la Serre ; poursuite sur l'axe Saint-Pierremont, Aubenton (Poussée vers la Meuse).
- 10 - 11 novembre : retrait du front, mouvement vers Marle.

### Rattachement
- 1re armée

7 - 11 décembre 1916
14 - 25 septembre 1918
- 2e armée

2 - 18 août 1914
27 avril - 9 juin 1916
- 3e armée

9 - 26 juin 1916
11 - 20 décembre 1916
5 février - 29 mars 1917
25 mars - 11 juin 1918
2 - 11 août 1918
30 août - 14 septembre 1918
27 octobre - 11 novembre 1918
- 4e armée

26 juin - 1er décembre 1916
2 octobre 1917 - 25 mars 1918
- 5e armée

18 août 1914 - 27 avril 1916
1er - 7 décembre 1916
- 7e armée

23 juin - 2 octobre 1917
- 10e armée

20 décembre 1916 - 5 février 1917
29 mars - 23 juin 1917
11 juin - 2 août 1918
11 - 30 août 1918
25 septembre - 27 octobre 1918

## Seconde Guerre mondiale

### Drôle de guerre
Au déclenchement de la Seconde Guerre mondiale, le XVIIIe corps d'armée du général Rochard forme l'aile droite de la 2e armée. Non concerné par les plans d'entrées en Belgique, sa mission est, à la veille de l'offensive allemande, de renforcer la ligne Maginot entre l'ouvrage de La Ferté (avec à sa gauche le Xe CA) et Longuyon (avec à sa droite la 3e armée dépendant du groupe d'armées n° 2), cette portion fait partie du secteur fortifié de Montmédy. Le XVIIIe CA dispose de deux divisions, la 3e division d'infanterie coloniale (division d'active) qui renforce le 155e régiment d'infanterie de forteresse (sous-secteur de Montmédy, englobant notamment la tête de pont de Montmédy) et de la 41e division d'infanterie (de série A) en soutien du 132e régiment d'infanterie de forteresse (sous-secteur de Marville). Le XVIIIe CA couvre ainsi la trouée de Marville contre une éventuelle attaque allemande pour tourner la ligne Maginot en profitant de la trouée d'Arlon.

### Composition au 9 mai 1940

#### Grandes unités
- 41e division d'infanterie
- 1re division d'infanterie coloniale
- 3e division d'infanterie coloniale

#### Éléments organiques[3]
Cavalerie
- 16e groupe de reconnaissance de corps d'armée

Infanterie
- 618e régiment de pionniers

Artillerie
- 118e régiment d'artillerie lourde hippomobile de corps d'armée

Services
- 18e parc d'artillerie de corps d'armée
  - 118e compagnie d'ouvriers d'artillerie
  - 118e section de munitions automobile
  - 148e section de munitions automobile

Génie
- compagnie de sapeurs-mineurs 118/1
- compagnie de sapeurs-mineurs 118/2
- parc du génie 118/16

Transmissions
- compagnie télégraphique 118/81
- compagnie radio 118/82
- détachement colombophile 118/83

Train
- compagnie automobile de quartier général 268/18
- compagnie automobile de transport 368/18

Intendance
- 118/18 groupe d'exploitation
- compagnie de ravitaillement en viande 218/18

Santé
- 18e ambulance médicale hippomobile
- 218e ambulance chirurgicale légère
- 18e groupe sanitaire de ravitaillement hippomobile
- 18e section hygiène, lavage, désinfection

Forces aériennes
- groupe aérien d'observation 518
- section de parc d'aérostation 18/553
- section photo 37/106
- bataillon d'aérostation 113
- section d'avions d'estafettes 68/101